# Trần Quốc Hiền
Trần Quốc Hiền (* 1965) ist ein vietnamesischer Rechtsanwalt, Gewerkschaftsfunktionär und Dissident. Auf Grund seines Einsatzes für die Einhaltung der Menschenrechte sitzt er seit 2007 in Gefangenschaft.

## Leben und Wirken
Als Leiter einer Rechtsanwaltskanzlei in Ho-Chi-Minh-Stadt setzte sich Tran Quoc Hien für Landwirte ein, deren Land von vietnamesischen Behörden beschlagnahmt wurde. Bekannt wurde er auch für seine regierungskritischen Beiträge im Internet. So ist Tran Quoc Hien Mitglied der im Internet agierenden Demokratiebewegung „Block 8406“. Am 10. Januar 2007 wurde er zum Sprecher der unabhängigen Gewerkschaft „Vereinigte Organisation der Arbeiter und Bauern“ (VOAB) gewählt. Diese gilt als erste unabhängige Gewerkschaft in Vietnam. Zwei Tage später wurde er verhaftet und am 15. Mai 2007 wegen „Propaganda gegen den Staat“ und „Störung der Sicherheit“ zu fünf Jahren Haft und weiteren zwei Jahren Hausarrest verurteilt. Aktuell wird er im Camp Z-30A in Xuan Loc in der Provinz Dong Nai festgehalten. Im Februar 2009 trat er zusammen mit anderen politischen Gefangenen in einen dreitägigen Hungerstreik, um gegen die menschenunwürdigen Bedingungen in dem Gefängnis zu protestieren.